# Le Vaurien
Le Vaurien est un roman français de Marcel Aymé, publié en 1931 chez Gallimard à Paris.

## Résumé
Le thème fondamental de ce roman est la paternité. Le narrateur, Bernard, et Pierre Jiquiaud, tous deux âgés de vingt-cinq ans, se sont brouillés avec leurs pères respectifs. Coup de hasard :  Bernard trouve un emploi chez le père de Jiquiaud (homme d’affaires sans scrupules) qui finit par le traiter comme son fils, tandis que Pierre Jiquiaud rencontre le père de Bernard (politicien opportuniste) dans le cabaret du « Petit Dingue » et dîne avec lui…

## Éditions
- 1931 -  Le Vaurien, Librairie Gallimard, Éditions de la Nouvelle Revue Française, coll. « blanche », 1 vol., 254 pages, 118 x 185 mm (BNF 41621335)
- 1989 - Le Vaurien, in Œuvres romanesques complètes, Tome I (1606 pages), Gallimard (janvier 1989), coll. « Bibliothèque de la Pléiade » no 352, in Appendices pp. 1103–1201, Édition présentée, établie et annotée par Yves-Alain Favre  (ISBN 978-2-070-11157-2)